# 14e régiment de tirailleurs algériens
Le 14e régiment de tirailleurs algériens (14e RTA) est un régiment d'infanterie français de l'Armée d'Afrique.
Il combat durant la pacification du Maroc  de 1920 à 1934 puis durant la bataille de France en mai-juin 1940 au cours de laquelle il est cité à l'ordre de l'armée.

## Création et différentes dénominations
- 1918 : création du 14e régiment de marche de tirailleurs algériens
- 1920 : 14e régiment de tirailleurs algériens

## Chefs de corps
- Du 5 janvier 1925	au 3 mars 1927 : lieutenant-colonel Giraud

## Historique des garnisons, combats et batailles

### Entre-deux-guerres
Le régiment est créé en 1918 sous le nom de 14e régiment de marche de tirailleurs algériens. En 1920 il devient le 14e régiment de tirailleurs algériens.
Il participe de 1920 à 1934 à la pacification du Maroc et notamment à la guerre du Rif en 1925-1926, durant laquelle il est commandé par le lieutenant-colonel, et futur général, Henri Giraud.

### Seconde Guerre mondiale

#### 1939
En 1939, avant la mobilisation il appartient à la 3e division nord-africaine. Le 14e régiment de tirailleurs algériens, est basé à Châteauroux et à Châtellerault de 1934 à 1939. Sous les ordres du colonel Renaud, puis lieutenant-colonel Bosviel. Division active, type nord-est. En avril 1940, la 3e DINA reçoit la mission de renforcer le sous-secteur de Mouzon (secteur fortifié de Montmédy) en remplacement de la 71e division d'infanterie.

#### 1940
Il participe ainsi à la bataille de la Meuse en mai. Le 15 juin 1940 les restes de la division sont capturés dans la région de Vaudémont, et le régiment est dissous par la suite.

### De 1945 à nos jours
Reconstitué de 1948 à 1949, puis reconstitué en 1951 sous le nom de 14e bataillon de tirailleurs Algérien, il est dissous en 1959.
Il tient garnison le 3e Bataillon à Metz en 1948, puis de 1951 à 1959 à Oran.

## Insigne du14eRTA
Le 14e RTA vers 1940 "Rapide comme la gazelle, solide comme le roc" Fabrication Arthus Bertrand (1er modèle).
Insigne homologué G 847 en 1951 fabrication Drago (2e modèle).

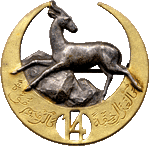
Insigne régimentaire du 14e régiment de tirailleurs algériens (1er modèle).

### Drapeau du régiment
Il porte, cousues en lettres d'or dans ses plis, les inscriptions suivantes :
- Maroc 1919-1926-1929-1934

## Décorations
- Croix de guerre 1939-1945 avec une palme (une citation à l'ordre de l'armée)
- Croix de guerre des Théâtres d'opérations extérieurs avec une palme.

## Personnalités ayant servi au14eRTA
- Henri Giraud, général.
- Robert Weill, aviateur Compagnon de la Libération en tant que sous-lieutenant à la 11e compagnie.

## Sources et bibliographie
- Anthony Clayton, Histoire de l'Armée française en Afrique 1830-1962, Paris : Albin Michel, 1994
- Robert Huré, L'Armée d'Afrique: 1830-1962, Paris : Charles-Lavauzelle, 1977
- Robert Maillochon, Historique du 14e Régiment de Tirailleurs Algériens et de la C.D.A.C., Chateauroux : Badel, [s.d]
- Eric Blanchais, « Fiche individuelle », sur memorialgenweb.org (consulté le 18 mai 2023)